# Chaetodon capistratus
Chaetodon capistratus, conosciuto anche con il nome comune pesce farfalla quattr'occhi, è un pesce d'acqua salata appartenente alla famiglia dei Chaetodontidae.

## Distribuzione e habitat
È una specie di pesce farfalla diffusa nell'Oceano Atlantico occidentale e Mar dei Caraibi, lungo le coste di Florida, Massachusetts e, più a sud, Antille e Golfo del Messico. Vive in prossimità delle formazioni madreporiche, in acque con temperatura tra i 24 e i 27 °C, prediligendo fondali poco profondi e le piattaforme coralline. Si incontra da 2 fino a 20 m di profondità.

## Descrizione
Presenta corpo fortemente compresso ai fianchi. Il muso è allungato in prossimità della bocca. La pinna dorsale copre tutto il dorso ed è composta da 13 spine.
La livrea è bianca con strisce scure disposte a lisca di pesce. Una macchia nera circondata da un anello bianco si trova in prossimità della zona caudale.
Specie di piccole dimensioni, può raggiungere i 7,5 cm di lunghezza.

## Comportamento
Specie territoriale non migratoria. Vive da solo o a coppie.

## Alimentazione
Si nutre essenzialmente di microfauna recifale, policheti, tunicati, gorgonie e altri invertebrati.